# Barrancos del Cedro y Liria
Barrancos del Cedro y Liria este o arie protejată (arie specială de conservare — SAC, sit de importanță comunitară — SCI, arie de protecție specială avifaunistică — SPA) din Spania întinsă pe o suprafață de 585,19 ha, integral pe uscat.

## Localizare
Centrul sitului Barrancos del Cedro y Liria este situat la coordonatele 28°09′21″N 17°12′33″W / 28.1557°N 17.2093°V.

## Înființare
Situl Barrancos del Cedro y Liria a fost declarat arie de protecție specială avifaunistică în octombrie 2022 pentru a proteja 4 specii de plante și 6 specii de animale. Alte tipuri de protecție:
- sit de importanță comunitară (în octombrie 1999)
- arie specială de conservare (în ianuarie 2010)[1][3][4]

## Biodiversitate
Situată în ecoregiunea , aria protejată conține 5 habitate naturale: Păduri de Olea și Ceratonia, Tufărișuri termo-mediteraneene și de pre-deșert, Păduri endemice cu Juniperus spp., Păduri macaroneziene de dafin (Laurus, Ocotea), Pajiști macaroneziene cu vegetație endemică.
La baza desemnării sitului se află mai multe specii protejate:
- plante (4): euphorbia bourgaeana (Euphorbia bourgeana), Sambucus nigra subsp. palmensis, Vandenboschia speciosa, Woodwardia radicans
- păsări (5): uliu păsărar (Accipiter nisus granti), Columba bollii, Columba junoniae, șoim călător (Falco peregrinus), turturică (Streptopelia turtur)
- mamifere (1): liliac cârn (Barbastella barbastellus)